# Love Button
Love Button (ココロ・ボタン?, Kokoro Button) è un manga shōjo scritto e disegnato da Maki Usami, serializzato sul Bessatsu Shōjo Comic della Shōgakukan dal 26 ottobre 2009 al 25 aprile 2014. In Italia la serie è stata concessa in licenza alla Flashbook, che ne ha pubblicato i volumi dal 12 maggio 2012 al 5 settembre 2014.

## Trama
Nina Kasuga è una ragazza che, il giorno della cerimonia per l'ammissione alle superiori, si sente male; la giovane viene accompagnata in infermeria da Eito Koga, dal quale rimane fin da subito affascinata. Dopo un iniziale rifiuto di quest'ultimo, Nina riesce a diventare – per un periodo limitato – la sua "fidanzata in prova"; se da un lato la ragazza si scopre sempre più innamorata di Eito, dall'altro lui non perde occasione per prendersi gioco di lei. Tuttavia Aoi Kasuga e Tomohiro Nanaka, rispettivamente la sorella minore e l'insegnante privato della ragazza, cercano di metterla in guardia dai comportamenti del ragazzo, con scarsi risultati; Tomohiro decide in seguito di smettere di impartire lezioni alla giovane, per cercare un lavoro, mentre Aoi continua invece a tenere con la sorella un comportamento ostile, nascondendo l'affetto che in realtà prova per lei.
Con il passare del tempo, il rapporto tra Nina ed Eito diventa però sempre più serio, tanto che il giovane le propone di fidanzarsi ufficialmente; Nina ha quindi modo di conoscere Manabu Hayami, coetaneo e migliore amico di Eito, oltre che scrittore emergente. Quest'ultimo inizialmente nutre scarsa simpatia nei suoi confronti, che poi si trasforma in attrazione; per non creare problemi ad Eito, il ragazzo comunque rinuncia a dichiararsi a Nina. Aoi decide invece di fidanzarsi con Tani, ragazzo che nutriva per lei delle attenzioni ma che aveva sempre respinto, dando vita a un rapporto simile a quello tra la sorella ed Eito, ma dai ruoli invertiti.
La relazione tra Nina ed Eito procede fino al termine delle superiori, quando tutti iniziano a pensare seriamente al loro futuro; Eito – al quale nasce nel frattempo un fratello – ha infatti intenzione di trasferirsi a New York, per intraprendere la professione di avvocato. Nina afferma di essere in ogni caso disposta a seguirlo, mentre Eito, consapevole di quanto la ragazza tenga a lui e realmente innamorato della giovane, decide di formalizzare definitivamente il loro rapporto. Con il benestare delle rispettive famiglie, i due giovani infatti si sposano.

## Manga
La serie è stata scritta e disegnata da Maki Usami e serializzata dalla Shōgakukan sulla rivista Bessatsu Shōjo Comic dal 26 ottobre 2009 al 25 aprile 2014. I vari capitoli sono stati raccolti in dodici volumi tankōbon.
In Italia la serie è stata pubblicata dalla Flashbook dal 12 maggio 2012 al 5 settembre 2014. La licenza del manga è stata concessa anche alla Soleil in Francia e alla Egmont Manga & Anime in Germania.

### Volumi
| 1  | 26 ottobre 2009 | ISBN 978-4-09-132717-8 | 12 maggio 2012   | ISBN 978-88-6169-301-2 |
| 1  | Capitoli - Capitoli 1-4 |                        |                  |                        |
| 2  | 26 marzo 2010 | ISBN 978-4-09-133119-9 | 9 giugno 2012    | ISBN 978-88-6169-310-4 |
| 2  | Capitoli - Capitoli 5-9 |                        |                  |                        |
| 3  | 26 agosto 2010 | ISBN 978-4-09-133388-9 | 22 luglio 2012   | ISBN 978-88-6169-315-9 |
| 3  | Capitoli - Capitoli 10-13 - S. Capitolo extra - Nel cuore di Koga - S. Capitolo extra - Merry Christmas!                                                                                          |                        |                  |                        |
| 4  | 24 dicembre 2010 | ISBN 978-4-09-133510-4 | 20 ottobre 2012  | ISBN 978-88-6169-332-6 |
| 4  | Capitoli - Capitoli 14-18 |                        |                  |                        |
| 5  | 26 aprile 2011 | ISBN 978-4-09-133796-2 | 8 dicembre 2012  | ISBN 978-88-6169-350-0 |
| 5  | Capitoli - Capitoli 19-23 |                        |                  |                        |
| 6  | 26 settembre 2011 | ISBN 978-4-09-134083-2 | 31 gennaio 2013  | ISBN 978-88-6169-360-9 |
| 6  | Capitoli - Capitoli 24-28 |                        |                  |                        |
| 7  | 24 febbraio 2012 | ISBN 978-4-09-134309-3 | 6 aprile 2013    | ISBN 978-88-6169-369-2 |
| 7  | Capitoli - Capitoli 29-32 |                        |                  |                        |
| 8  | 24 agosto 2012 | ISBN 978-4-09-134593-6 | 18 maggio 2013   | ISBN 978-88-6169-382-1 |
| 8  | Capitoli - Capitoli 34-37 - S. Capitolo extra - La trappola dell'ingannevole parola "amica" - S. Capitolo extra - Il caso di Tani - S. Capitolo extra - White Day - S. Capitolo extra - Capodanno |                        |                  |                        |
| 9  | 26 febbraio 2013 | ISBN 978-4-09-135086-2 | 29 giugno 2013   | ISBN 978-88-6169-397-5 |
| 9  | Capitoli - Capitoli 38-42 |                        |                  |                        |
| 10 | 26 agosto 2013 | ISBN 978-4-09-135448-8 | 22 marzo 2014    | ISBN 978-88-6169-438-5 |
| 10 | Capitoli - Capitoli 43-47 |                        |                  |                        |
| 11 | 26 dicembre 2013 | ISBN 978-4-09-135659-8 | 17 maggio 2014   | ISBN 978-88-6169-450-7 |
| 11 | Capitoli - Capitoli 48-52 |                        |                  |                        |
| 12 | 25 aprile 2014 | ISBN 978-4-09-136070-0 | 5 settembre 2014 | ISBN 978-88-6169-468-2 |
| 12 | Capitoli - 53. Capitolo finale - S. Capitolo extra 1 - S. Capitolo extra 2 - 54. Epilogo - S. Tani extra                                                                                          |                        |                  |                        |